# كبلر-4
كبلر-4 (بالإنجليزية: Kepler-4 )‏ هو نجم شبيه بالشمس يبعد حوالي 1631 سنة ضوئية في كوكبة التنين. وهو في حقل الرؤية لمرصد كبلر، وضمن نشاطات ناسا في العثور على كواكب شبيهة بالأرض. اكتشف كوكب كيبلر-4ب بحجم نبتون يدور بالقرب من هذا النجم، تم نشر الرصد من قبل فريق كبلر في 4 يناير 2010. وكان كبلر-4ب أول اكتشاف عن طريق القمر الصناعي كبلر  ، وتأكيده ساعد على إثبات فعالية مقراب الفضائي.

## التسميات والتاريخ
سمي النجم على مقراب كبلر، وهو لوكالة ناسا مكّلف بالبحث عن الكواكب الشبيهة بالأرض والتي تدور حول نجومها وترى عند اعتراضها للضوء المتجه للأرض. تم رصد ثلاثة كواكب مرافقة للنجم والتي تم التأكد منها بطرق أخرى فيما بعد، نجم كيبلر-4 ونظامه الكوكبي أعلن عنه بواشنطن في اجتماع للجمعية الفلكية الأمريكية بتاريخ 4 يناير 2010، جنبا إلى جنب مع كبلر-5، كيبلر-6 كيبلر-7 كيبلر-8 .
كبلر-4 ب هو الكوكب الأصغر بحجم نبتون ، اكتشافه مع الكواكب الأخرى التي قدمت في اجتماع AAS وساعد في التأكد من أن المقراب الفضائي كيبلر يعمل بفاعلية.
تيليسكوب هارلان جي سميث ومرصد ماكدونالدز في فورت ديفيس في تكساس استخدما من قبل علماء الفلك لتأكيد النتائج. التلسكوبات في هاواي وكاليفورنيا وأريزونا، وجزر الكناري استخدمت أيضا لتأكيد.

## الخصائص
كبلر-4 نجم من نوع G0، يشبه الشمس، لكنه أكثر إشراقا. كتلة 1.092 ونصف قطر 1.533 شمسي، أي 109٪ من كتلة و 153٪ من نصف قطر الشمس. مع تألق 0.17 (± 0.06) [Fe/H]، كيبلر-4 غني بالمعادن مقارنتا بالشمس التي تمتلك 48٪ من معادنه، نسبة المعادن مهمة لأن النجوم الغنية بها تمتلك في مجملها نظام كوكبي متعدد. كبلر-4 عمره 4.5 (± 1.5) مليار سنة. اما الشمس 4.6 مليار سنة. بالإضافة إلى ذلك، كبلر-4 له درجة حرارة فعالة من 5781 (± 76) K، يطابق تقريبا، الشمس، 5778 K. له قدر ظاهري 12.7، ونتيجة لذلك لا يمكن رصده بالعين المجردة.

## النظام كوكبي

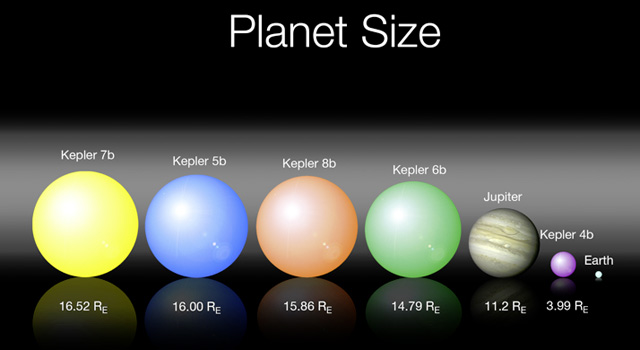
صورة تظهر الأحجام النسبية للكواكب الخمسة الأولى التي اكتشفها كبلر. كبلر-4B هو أصغر من الخمسة، باللون الأرجواني على اليمين.

أعلن اكتشاف كوكب كيبلر-ب4 يوم 4 يناير، 2010. الكوكب بحجم نبتون، 0.077 ك/م أي (7٪ من كتلة كوكب المشتري) و 0.357 ن/م (36٪ من نصف قطر كوكب المشتري). الكوكب يدور حول نجمه كل 3.214 يوم في 0.045 و/ف من النجم. تقريبا مسافة مدار كوكب عطارد عن الشمس. يفترض أن درجة حرارة الكوكب 1650 K.

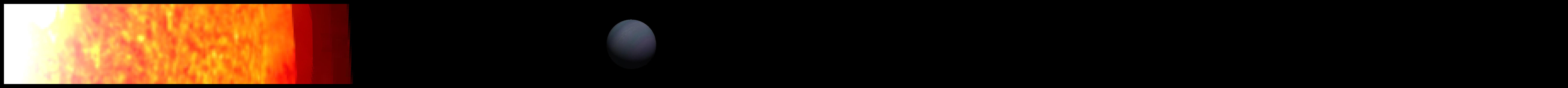
نظام كبلر-4.